# Bogyó és Babóca (mesekönyvsorozat)
A Bogyó és Babóca Bartos Erika mesesorozata. Első kötete 2004-ben jelent meg a Pozsonyi Pagony könyvkiadó gondozásában, a történeteket a szerző írja és illusztrálja. A történetek főszereplője Bogyó, a csigafiú, és Babóca, a katicalány. A sorozat a rendszerváltás utáni Magyarországon hiánypótló szerepet töltött be, a kétezres évek legnépszerűbb magyar meséje.
Az első részek 2004-ben kerülhettek az olvasók kezébe. A mű nagy sikert aratott. Sikeres török nyelvterületen és különféle adaptációkban (hangoskönyv, dia) is. 2010-ben mutatták be filmváltozatát, amely M. Tóth Géza stúdiójában készült.

## A sorozat kötetei
- Bogyó és Babóca – A százlábú zsúrja (2021)
- Bogyó és Babóca – Mesék a pöttyös házból (2021)
- Bogyó és Babóca - Csengettyűk (2020)
- Bogyó és Babóca - Hónapok meséi (2020)
- Bogyó és Babóca finomságai (2018)
- Bogyó és Babóca ajándéka - Adventi kifestő - Bagolydoktor beteg (2017)
- Bogyó és Babóca ajándéka (2017)
- Bogyó és Babóca énekel (2017)
- Bogyó és Babóca lapozók (2016)
  - Bogyó, a csigafiú
  - Babóca, a katicalány
  - Pihe, a lepkelány
  - Gömbi, a virágbogár
  - Vendel, a szarvasbogár
  - Baltazár, a méhecske
- Bogyó és Babóca rolleren (2016)
- Bogyó és Babóca virágai (2016)
- Bogyó és Babóca buborékot fúj (2015)
- Bogyó és Babóca sportol (2014)
- Bogyó és Babóca foglalkoztatókönyv (2014)
- Bogyó és Babóca rajzol (2014)
- Bogyó és Babóca alszik (2013)
- Bogyó és Babóca társasjátéka (2013)
- Bogyó és Babóca - Bábkönyv (2012)
- Bogyó és Babóca - Évszakos könyv (2011)
- Bogyó és Babóca kertészkedik (2011)
- Bogyó és Babóca süteményei (2010)
- Bogyó és Babóca épít (2010)
- Bogyó és Babóca segít (2010)
- Bogyó és Babóca jelmezbálban (2009)
- Bogyó és Babóca ünnepel (2009)
- Bogyó és Babóca a jégen (2008)
- Bogyó és Babóca rokonai (2008)
- Bogyó és Babóca zenél (2007)
- Bogyó és Babóca naptár (2007)
- Bogyó és Babóca beteg (2007)
- Bogyó és Babóca világot lát (2006)
- Bogyó és Babóca az óvodában (2005)
- Bogyó és Babóca a levegőben (2005)
- Bogyó és Babóca karácsonya (2004)
- Bogyó és Babóca a Varázsszigeten (2004)
- Bogyó és Babóca (2004. Könyvhét)

## Megfilmesítés
A Kedd Animációs Stúdió 2009-ben kereste fel Bartos Erikát a Bogyó és Babóca mesesorozat megfilmesítésének ötletével. A könyvsorozat ekkor már 12 kötetet számlált. Az együttműködésből 2010-re született meg a rajzfilm első szériája, az Oscar-díjra jelölt M. Tóth Géza rendezésében. A film pontosan a könyveket követi, azonos szöveggel, Bartos Erika által rajzolt figuratervekkel, az Alma Együttes zenéjével. A szereplők mindegyikének Pogány Judit kölcsönözte a hangját, aki így több, mint 70 különböző hangszínen szólal meg a mű során. Pogány Judit jelenléte a filmben különösen fontos, hiszen a Vuk mesefilmben nyújtott felejthetetlen szinkronszerepe miatt kedves hangját a magyar gyerekek generációi zárták a szívükbe. Az első Bogyó és Babóca filmszériát hamarosan követte a második, majd 2014-ben a harmadik széria. A negyedik évadot, Tündérkártyák címmel 2020 júliusában mutatták be. A Bogyó és Babóca sorozatból a Kedd Animációs Stúdió négy évad rajzfilmet készített (2010, 2011, 2014, 2020). A negyedik évadot 2020-ban mutatták be, a covid járvány miatt kis késéssel. 2021-ben megkezdődtek az 5., 6., és 7. évad munkálatai. A 39 epizódot számláló rajzfilm a rendszerváltás utáni Magyarország első animációs alkotása, mellyel a Kedd Rajzfilmstúdió elnyerte a Jiangyini Nemzetközi Gyerekfilm-fesztivál Legjobb Rövidfilm díját 2011-ben, az olaszországi Premio Cartoon Kids díjat 2013-ban, és a Kecskeméti Animációs Filmfesztivál közönségdíját is 2013-ban.

## Nemzetközi megjelenés
A Bogyó és Babóca-sorozat számos magyar és nemzetközi elismerést szerzett. A sorozat kötetei több nyelven is megjelentek: németül, kínaiul, törökül, románul, szlovákul, csehül, lettül. A Bogyó és Babóca sorozatból a szerző Magyarország számos könyvtárában és sok külföldi helyszínen tartott meseprogramot: Erdélyben, a Vajdaságban, a Felvidéken, Szlovéniában, Londonban, Brüsszelben, Isztambulban, Göteborgban. Joó-Horti Lívia, a Vajdasági Magyar Nemzeti Tanács tagja, a közoktatási bizottság elnöke 2014-ben egy szabadkai beszédében úgy fogalmazott, hogy a világban sokfelé élő kisgyermekes magyar családok számára ma Bartos Erika művei jelentik a közös nevezőt.
A Bogyó és Babóca sorozat egyes részei jelnyelven is elérhetők a nagyothalló kisgyermekek részére, illetve a szerző saját kiadásban Braille nyelven is közrebocsátotta a sorozat némely epizódját, melyek ingyen beszerezhetők a gyengénlátók számára. Sokrétű karitatív tevékenységéért a szerző Pro Voluntarius elismerést kapott, és a Máltai Szeretetszolgálat oklevelét vehette át. Kimagasló szakmai tevékenységért az Emberi Erőforrások Minisztériuma 2015-ben „Pro Familiis” díjban részesítette Bartos Erikát.

## A Bogyó és Babóca sorozat díjai
- 2019: A Bogyó és Babóca – Speed Colors társasjáték elnyerte az Ország Játéka címet
- 2018: A Bogyó és Babóca – Grabolo társasjáték elnyerte az Ország Játéka címet
- 2017: A Bogyó és Babóca rajzfilm elnyerte a zsűri különdíját Hszianban, a 6. Nemzetközi Animációs Fesztiválon
- 2017: A Bogyó és Babóca – Brainbox társasjáték elnyerte az Ország Játéka címet
- 2016: A Bogyó és Babóca – Évszakok társasjáték elnyerte az Ország Játéka címet
- 2016: Aranykönyv-díjat nyert a Bogyó és Babóca buborékot fúj című kötet
- 2014: A Szabadkai Nemzetközi Bábszínházi Fesztivál Oklevele a Bogyó és Babóca kiállításért
- 2014: Pagony Vándortoll "a kortárs gyerekirodalom terén nyújtott meghatározó és egyedülálló alkotói tevékenységéért, 10 éve töretlen munkásságáért"
- 2013: Múzeumbarát elismerés Székelyudvarhelyről a Bogyó és Babóca bábkiállításért
- 2013: A Bogyó és Babóca rajzfilm Premio Cartoon Kids díjat nyert Olaszországban
- 2013: A Bogyó és Babóca rajzfilm elnyerte a Kecskeméti Filmfesztivál közönségdíját
- 2012: Isztambuli Könyvfesztivál: Plakett a gyerekeknek nyújtott olvasás-élményért
- 2012: A Bogyó és Babóca filmet bemutatták a Tokiói nemzetközi Animációs filmfesztiválon
- 2011: A Bogyó és Babóca rajzfilmmel a Kedd Rajzfilmstúdió elnyerte a Jiangyini Nemzetközi Gyerekfilm-fesztivál Legjobb Rövidfilm díját

## A bábkiállítás
A Bogyó és Babóca sorozat figuráit, helyszíneit a szerző bábjelenetek formájában is elkészítette, melyből vándorkiállítás született. A Bogyó és Babóca bábkiállítás sok belföldi helyszín mellett a határon túlra is kapott meghívást, 2013-ban elnyerte a Székelyudvarhelyi Haáz Rezső Központ Múzeumbarát elismerését, illetve 2014-ben a Szabadkai Nemzetközi Bábszínházi Fesztivál Oklevelét. A bábokat, háttereket, díszleteket a szerző egymaga készítette.

## Cikkek a sorozatról
- https://web.archive.org/web/20160306220114/http://www.pagony.hu/10-eves-a-bogyo-es-baboca
- https://web.archive.org/web/20150811030503/http://www.pagony.hu/tortenetek-a-fuszalak-kozul
- https://web.archive.org/web/20150304081752/http://www.kultura.hu/gyerek/legjobb-rovidfilm-dijat
- https://web.archive.org/web/20150923193227/http://www.bogyoesbaboca.hu/index2.php?menu=cikkek.php&cikk=29-PM-Pogany_Judit-2010.html
- https://web.archive.org/web/20150923193230/http://www.bogyoesbaboca.hu/index2.php?menu=cikkek.php&cikk=30-PM_Babocabemutato-2010.html
- https://web.archive.org/web/20150924075205/http://www.origo.hu/filmklub/20140509-nyaron-erkezik-a-bogyo-es-baboca-3-bartos-erika-pogany-judit-m-toth-geza.html
- https://web.archive.org/web/20100827172547/http://cseppek.hu/cikk/2419bogyo-es-baboca-13-resz
- http://www.origo.hu/filmklub/blog/kritika/20100819-ovisokat-a-mozikba-bogyo-es-baboca-kritika-m-toth.html
- https://web.archive.org/web/20150924095407/http://www.origo.hu/filmklub/blog/interju/exkluziv/20100819-m-toth-geza-kis-lehetosegbol-nagy-durranast-interju-a.htmlv
- https://web.archive.org/web/20140812133728/http://cultura.hu/aktualis/bogyo-es-baboca-nemzetkozi-vizeken-evez/
- http://valasz.hu/itthon/oriasi-magyar-siker-38428/?cikk_ertekel=1&ertekeles=4 Archiválva 2015. március 4-i dátummal a Wayback Machine-ben
- https://web.archive.org/web/20150924012956/http://www.filmtekercs.hu/nem-kategorizalt/m-toth-geza-bogyorol-es-babocarol-mesel
- https://web.archive.org/web/20150923193232/http://www.bogyoesbaboca.hu/index2.php?menu=cikkek.php&cikk=31-ujember-2011.html
- http://nol.hu/kultura/a_legjobb_rovidfilm_dijat_nyerte_a_bogyo_es_baboca_kinaban-1093831
- http://ujszo.com/napilap/regio/2014/04/02/szivarvanymaszas-es-gombocevo-verseny%5B%5D
- http://www.bogyoesbaboca.hu/images/babmuveszet.pdf%5B%5D
- https://web.archive.org/web/20150924111244/http://www.stylemagazin.hu/kiemelt-hir/Bartos-Erika-legujabb-muvei/10573/
- https://web.archive.org/web/20150923182440/http://www.bartoserika.hu/LondonHCC.html
- https://web.archive.org/web/20150811022158/http://www.pagony.hu/tokyo-international-anime-fair-2012
- https://web.archive.org/web/20160807032447/http://www.csodalampa.hu/csodalampa/Besz%C3%A1mol%C3%B3k/2011-11-12_Peter